# André-Philippe Gagnon
Pour les articles homonymes, voir Gagnon.
André-Philippe Gagnon est un comédien et imitateur canadien né à Loretteville dans la ville de Québec le 17 décembre 1960. Surnommé l'« homme aux 400 voix », Gagnon est l'un des imitateurs qui s'est le plus démarqué à l'extérieur du Québec.
Son très vaste répertoire comprend des centaines de voix parlées et chantées, imitant les plus grandes vedettes de la planète : Céline Dion, Francis Cabrel, Stevie Wonder, Michael Jackson…
Plus de cinq millions de personnes ont assisté à ses spectacles.
Stéphane Laporte est intimement lié aux succès de Gagnon en tant que compositeur et scénariste.

## Carrière
- 1981 : Il se retrouve sur le plateau de l'émission de Michel Jasmin. Il commence des épisodes d'imitations à l'automne 1981 sur les ondes de CJRP 1060 à Québec[2].

- 1983 : Sa carrière prend son véritable envol aux Lundis des Ha! Ha !.

- 1985 : Il interprète la célèbre chanson We Are the World au Festival Juste pour rire en imitant les voix des 18 chanteurs originaux[3]. On parle alors d'André-Philippe Gagnon comme d'un véritable phénomène vocal. En France, il interprète We Are the World à l'émission Champs Élysées en présence de Lionel Richie, l'auteur de cette chanson, qui est littéralement ébahi : « La prochaine fois qu'on fait une autre chanson du genre, dit-il, on n'aura qu'une seule personne à appeler ! » Après cette prestation, il est invité, le 13 novembre, à l'émission The Tonight Show de Johnny Carson, ce qui propulse sa carrière.

- 1986 : Son premier grand spectacle[3] sur scène est un succès. Les critiques affirment que Gagnon réinvente l'art de l'imitation, qu'il en repousse les limites. En une seule journée, il vend à Montréal plus de 21 000 billets. Il donne 239 représentations lors de sa première tournée de deux ans devant plus de 256 515 spectateurs.

- 1987 : Son deuxième spectacle au Québec surpasse le record établi par le premier avec 267 représentations, devant plus de 430 000 spectateurs.

- 1988 : Il donne 108 représentations de son spectacle anglophone[3], devant plus de 216 878 spectateurs.

- 1990 : Il fait sa tournée nord-américaine au Canada anglais et sur la côte ouest des États-Unis.

- 1991 : Sortie de l'album L'intégrale avec entre autres La Canada.

- 1993 : Radio-Canada diffuse une émission sur les grands moments de sa carrière. L'émission est regardée par 2 millions de téléspectateurs et remporte le prix Gémeaux de la meilleure émission d'humour. De 1993 à 1996, il joue dans la série humoristique Bye-Bye.

- 1994 : Il est remarqué en Europe. À Bruxelles comme à Paris, on lui réserve des ovations debout. Son nouveau spectacle Toute ressemblance avec des personnes connues est ben de valeur pour eux autres ! est lancé au Théâtre Saint-Denis à Montréal.

- 1995 : Il est invité pour six semaines au Casino de Paris, donne des représentations à Bruxelles, Montréal et Québec, et entame une tournée d'une quarantaine de spectacles dans l'Ouest canadien.

- 1996 : Il apparaît au Festival du rire de Montreux, aux Victoires de la musique et sur plusieurs chaînes de télévision françaises. Ses quatre semaines de spectacles au Royal Alexandra Theatre à Toronto sont à guichets fermés. Il fait ensuite une tournée européenne de trois mois.

- 1997 : Il revient au Québec et offre des performances au Cabaret du Casino de Montréal. Il retourne en mai au Royal Alexandra Theatre de Toronto pour quatre autres semaines.

- 1998 : Il s'envole pour une tournée européenne qui l'amène en France, en Belgique et en Suisse. Il assure ensuite la première partie du spectacle de Céline Dion lors de sa tournée mondiale.

- 1999 : Il s'établit à Las Vegas où il présente son spectacle à l'hôtel The Venetian[3].

- 2003 : Il entreprend une tournée anglophone des villes de l’Est canadien.

- 2004 : Il présente son spectacle aux villes de l'Ouest canadien. L’adaptation francophone des meilleurs moments de son spectacle présenté à Las Vegas est présentée au Québec.

- 2006 : Il lance son nouveau spectacle intitulé André-Philippe Gagnon… de retour, présenté jusqu'en mars 2007 pour souligner ses vingt ans de carrière. Le spectacle présente des imitations de José Théodore, d'André Boisclair, de Pierre Lapointe, de Brigitte Bardot et de Céline Dion.

- 2007 : Il reçoit avec son dernier spectrale l'Olivier du spectacle le plus populaire de l’année[4].

- 2009 : Capté en juillet dans le cadre du 10e anniversaire du Grand rire de Québec en juillet, André-Philippe Gagnon… de retour est diffusé sur Super Écran en décembre[4].

- 2010 : Dès janvier 2010, il est sur scène avec son nouveau spectacle anglophone The one-man hit parade dans les salles de spectacles du Canada anglais. Coécrit avec des auteurs canadiens, tels George Reinblatt, Gord Holtam et Rick Olsen, le spectacle bénéficie des effets spéciaux de Moment Factory[4]. Fin mars 2010, il est de retour avec un spectacle francophone, André-Philippe Gagnon est un réseau social qui l'emmène en tournée pendant plusieurs années.

- 2012 : Au 15e gala des Star Awards de Toronto, il est sacré Artiste de l'année[5].

- 2016 : Première partie de Céline Dion à Paris AccorHotel Arena.

## Son nom
« Mon véritable nom est André Gagnon. Mais comme il en existait déjà un quand je suis arrivé dans le métier, j'ai ajouté Philippe. Mais j'ai aussi porté un autre nom : Anton Beach ! Je travaillais à cette époque à la défunte station CJRP de Québec, et la direction avait demandé à tous ses animateurs de porter un nom à consonance anglaise. J'étais donc devenu Anton Beach. Par chance, après 13 semaines, on m'a remercié de mes services! »